# Hiscilla
Dans la mythologie grecque, Hiscilla ou Ischylla (en grec ancien Ἴσχυλλα / Ískhulla) est la fille du roi Myrmidon, l'épouse de Triopas et la mère de Phorbas (en),.
Le nom « Ischylla » est une conjecture (en) du philologue allemand Friedrich Wilhelm Schneidewin, d'après les sources écrites copiées.

### Sources antiques
1. ↑  Hygin, Astronomie [détail des éditions] [(la) lire en ligne], II, 14.